# Фару (окръг)
Фару е един от 18-те окръга на Португалия. Площта му е 4996 квадратни километра, а населението – 438 406 души (по приблизителна оценка от декември 2019 г.). Разделен е допълнително на 16 общини, които са разделени на 84 енории.